# Meche Carreño

Meche Carreño

Mercedes Carreño Nava (Minatitlán, Veracruz, 15 de septiembre de 1947-Los Ángeles, California, 21 de julio de 2022), conocida como Meche Carreño, fue una actriz y modelo mexicana.

## Biografía y carrera

### Primeros años
Mercedes Carreño Nava nació en Minatitlán, Veracruz, el 15 de septiembre de 1947. En su infancia, sus padres la llevaron a vivir a Ciudad de México, donde estudió arte dramático en la academia Andrés Soler perteneciente a la Asociación Nacional de Actores (ANDA). 
En su adolescencia, participó en diversas obras teatrales experimentales, en una de las cuales colaboró con Alejandro Jodorowsky. Durante esa época complementó su actividad teatral con el modelaje, siendo gracias a estas actividades por las que empezó a se masivamente conocida como «la chica del monokini», tras modelar una de estas prendas. Esto le abrió las puertas y debutó profesionalmente con Carlos Ancira en la obra El hombre y su máscara.

### Incursión actoral y consagración
A finales de la década de los 60, debutó en el cine con papeles secundarios. Se casó con el fotógrafo José Lorenzo Zakani y este le propuso lanzarla al estrellato cinematográfico, para lo que creó la productora Uranio Films, con la que produjo Damiana y los hombres (1967), basada en un argumento escrito por Carreño y dirigida por Julio Bracho. Allí, Meche se mostró en toda su plenitud y se convirtió instantáneamente en un símbolo sexual. Bracho la dirigiría nuevamente en Andante (1969), filmada en diversas locaciones en Europa, pero que sin embargo fue un fracaso comercial. Después del éxito de Damiana y los hombres, Meche necesitaba reafirmar que este no era efímero, lo que demostró de la mano del director Rogelio A. González con quien filma La sangre enemiga (1971) y La inocente (1972).
En 1973, el director Emilio Fernández la seleccionó para su proyecto La choca, por la que recibió un premio Ariel a mejor coactuación femenina. Inmediatamente después, grabó otros proyectos que explotaron su atractivo sexual, como La otra virginidad (1974), dirigida por Juan Manuel Torres Sáenz, con quien tuvo una relación amorosa; y nuevamente con Emilio Fernández en Zona roja (1976).

### Proyectos y vida posterior
En 1974, incursionó en televisión protagonizado la telenovela Siempre habrá un mañana. 
Luego del estrenó de su última película, La diosa del mar de 2005, decidió retirarse a los 58 años y emigró a Estados Unidos, país donde vivió el resto de su vida. En 2009, fue homenajeada en San Miguel de Allende, Guanajuato, durante el Festival Internacional de cine Expresión en corto, donde se le otorgó la Cruz de Plata. En sus últimos años se dedicó al activismo ambiental y planeaba escribir un libro para niños.

## Muerte
Falleció el 21 de julio de 2022 a los 74 años de edad, debido a complicaciones relacionadas con el cáncer de hígado que la actriz padecía, tras haber estado internada durante tres días en un hospital de Los Ángeles, California. Su cuerpo fue cremado y sus cenizas fueron llevadas a descansar al cementerio Hollywood Forever, localizado también en Los Ángeles.

## Filmografía

### Cine
| Año  | Título                        | Papel                            | Notas                                            |
| ---- | ----------------------------- | -------------------------------- | ------------------------------------------------ |
| 1965 | Especialista en chamacas      | Novia de Javier                  | No acreditada                                    |
| 1966 | La Valentina                  | Empleada doméstica de los Zúñiga | No acreditada                                    |
| 1967 | El barón Brákola              | Silvia                           |                                                  |
| 1967 | El pícaro                     | Chica en elevador                | No acreditada                                    |
| 1967 | Damiana y los hombres         | Damiana                          | Coescritora del guion                            |
| 1968 | No hay cruces en el mar       | María; Isabel                    | Coescritora del guion y miembro de la producción |
| 1969 | Andante                       | Marta / Gigi / Judith            | También productora                               |
| 1971 | La sangre enemiga             | Sara                             |                                                  |
| 1972 | La inocente                   | Constancia                       |                                                  |
| 1972 | Azul                          | Noemí                            |                                                  |
| 1973 | Novios y amantes              | Dalia                            |                                                  |
| 1974 | La Choca                      | Flor                             |                                                  |
| 1974 | Los perros de Dios            | Gorrión                          |                                                  |
| 1975 | La otra virginidad            | Laura                            |                                                  |
| 1976 | Zona roja                     | Primera bailarina                |                                                  |
| 1976 | La vida cambia                | Teresa                           |                                                  |
| 1977 | El mar                        | Cecilia                          |                                                  |
| 1978 | Las noches de Paloma          | Cantante                         |                                                  |
| 1978 | Tres historias de amor        | Empleada doméstica               | Cortometraje                                     |
| 1979 | La mujer perfecta             | Marcela Nava                     |                                                  |
| 1981 | El Noa Noa                    | Mercedes                         |                                                  |
| 1982 | Es mi vida                    | Meche                            |                                                  |
| 1988 | Durazo, la verdadera historia | Lorenza                          |                                                  |
| 1989 | El día de las sirvientas      | Lorenza                          |                                                  |
| 2005 | La diosa del mar              | Lorenza                          |                                                  |

### Televisión
| Año  | Título                  | Papel    |
| ---- | ----------------------- | -------- |
| 1974 | Siempre habrá un mañana | Mercedes |

## Premios y nominaciones

### Premios Ariel
| Año  | Categoría            | Película           | Resultado |
| ---- | -------------------- | ------------------ | --------- |
| 1974 | Coactuación femenina | Los perros de Dios | Nominada  |
| 1975 | Coactuación femenina | La choca           | Ganadora  |